# Bottapotamon engelhardti
Bottapotamon engelhardti е вид ракообразно от семейство Potamidae.

## Разпространение
Видът е разпространен в Китай (Фудзиен).